# 声发射
声发射（英語：Acoustic emission）：由于材料内部结构发生变化而引起材料内应力突然重新分布；使机械能转变为声能；产生弹性波，称为声发射。声发射的频率一般在1KHz-1MHz之间。
材料内部结构发生变化的原因有如下几种可能：
- 体内的裂缝开始长大；开裂；
- 位错运动；
- 相变；
- 纤维断裂和分解等。

材料出现声发射，大部都会引起危害。因此，监测材料，包括金属、陶瓷、复合材料、岩石、混凝土及制作过程的声发射是很重要的
声发射广泛用于以下几种工业：
- 检测构件的缺陷和疲劳；
- 监测焊接和腐蚀过程；
- 了解金属和合金的相变；
- 金属的加工过程，如淬火，锻造，挤压等。

声发射技术和其它非破坏检测技术不同之处是：声发射检测的是材料内的情况；而一般非破坏检测则重视材料内的结构。